# México en los Juegos Olímpicos de Londres 2012
México en los Juegos Olímpicos de Londres 2012, participó con un total de 102 deportistas distribuidos en 23 deportes, el país aseguró su participación en la cita durante el Campeonato Continental de Tiro en noviembre de 2010. México obtuvo una medalla de oro, tres medallas de plata y cuatro de bronce que lo colocaron en la posición 38 del medallero empatado con Colombia.
La participación en Londres fue histórica para México en varios sentidos, por primera vez el país consiguió medallas en tiro con arco y fútbol; Paola Espinosa y María del Rosario Espinoza se convirtieron en las primeras mujeres mexicanas que consiguieron subir al podio en dos ediciones distintas; Laura Sánchez fue la primera mujer clavadista en lograr una medalla en una prueba individual y se consiguieron los mejores resultados históricos en halterofilia y gimnasia masculinas.

## Participantes por deporte
México estuvo representado en 23 de los 28 deportes que estarán en los Juegos Olímpicos.
| N.º | Deporte               | Hombres | Mujeres | TOTAL |
| --- | --------------------- | ------- | ------- | ----- |
| 1   | Atletismo             | 14      | 5       | 19    |
| 2   | Bádminton             | 0       | 1       | 1     |
| 3   | Boxeo                 | 2       | 0       | 2     |
| 4   | Ciclismo en ruta      | 1       | 1       | 2     |
| 5   | Esgrima               | 1       | 1       | 2     |
| 6   | Fútbol                | 18      | 0       | 18    |
| 7   | Gimnasia artística    | 1       | 1       | 2     |
| 8   | Halterofilia          | 1       | 1       | 2     |
| 9   | Hípica                | 4       | 0       | 4     |
| 10  | Judo                  | 1       | 1       | 2     |
| 11  | Lucha                 | 2       | 0       | 2     |
| 12  | Clavados              | 5       | 5       | 10    |
| 13  | Natación              | 2       | 7       | 9     |
| 14  | Natación sincronizada | 0       | 2       | 2     |
| 15  | Pentatlón moderno     | 1       | 1       | 2     |
| 16  | Piragüismo            | 1       | 0       | 1     |
| 17  | Remo                  | 1       | 1       | 2     |
| 18  | Taekwondo             | 2       | 2       | 4     |
| 19  | Tenis de mesa         | 0       | 1       | 1     |
| 20  | Tiro                  | 1       | 3       | 4     |
| 21  | Tiro con arco         | 3       | 3       | 6     |
| 22  | Triatlón              | 1       | 1       | 2     |
| 23  | Vela                  | 2       | 1       | 3     |
|     | TOTAL                 | 64      | 38      | 102   |

## Medallistas
| Medalla           | Nombre                           | Deporte       | Evento                                 | Fecha        |
| ----------------- | -------------------------------- | ------------- | -------------------------------------- | ------------ |
| Medalla de oro    | Selección de fútbol de México    | Fútbol        | Torneo masculino                       | 11 de agosto |
| Medalla de plata  | Iván García, Germán Sánchez      | Clavados      | Plataforma 10 m sincronizado masculino | 30 de julio  |
| Medalla de plata  | Paola Espinosa, Alejandra Orozco | Clavados      | Plataforma 10 m sincronizado femenino  | 31 de julio  |
| Medalla de plata  | Aída Román                       | Tiro con arco | Individual femenino                    | 2 de agosto  |
| Medalla de bronce | Mariana Avitia                   | Tiro con arco | Individual femenino                    | 2 de agosto  |
| Medalla de bronce | Laura Sánchez                    | Clavados      | Trampolín 3 m                          | 5 de agosto  |
| Medalla de bronce | María del Rosario Espinoza       | Taekwondo     | Taekwondo +67 kg                       | 11 de agosto |
| Medalla de bronce | Luz Acosta                       | Halterofilia  | Mujeres Categoría de 75 kg             |              |

| Deporte       |   |   |   | Total |
| Fútbol        | 1 | 0 | 0 | 1     |
| Salto         | 0 | 2 | 1 | 3     |
| Tiro con arco | 0 | 1 | 1 | 2     |
| Taekwondo     | 0 | 0 | 1 | 1     |
| Halterofilia  | 0 | 0 | 1 | 1     |
| Total         | 1 | 3 | 4 | 8     |

## Atletismo
Hombres
Eventos de carrera y pista
| Atleta               | Evento         | Heat      | Heat | Cuartos de final | Cuartos de final | Semifinal | Semifinal | Final     | Final |
| Atleta               | Evento         | Resultado | Rank | Resultado        | Rank             | Resultado | Rank      | Resultado | Rank  |
| -------------------- | -------------- | --------- | ---- | ---------------- | ---------------- | --------- | --------- | --------- | ----- |
| José Carlos Herrera  | 200 m          | 21.17     | 7    | —                | —                | No avanzó | No avanzó | No avanzó | 45    |
| Juan Luis Barrios    | 5000 m         | 13:21.01  | 9 q  | —                | —                | —         | —         | 13:45.30  | 8     |
| Diego Estrada        | 10000 m        | —         | —    | —                | —                | —         | —         | 28:36.19  | 21    |
| Carlos Cordero Gómez | Maratón        | —         | —    | —                | —                | —         | —         | 2:22:08   | 60    |
| Arturo Malaquias     | Maratón        | —         | —    | —                | —                | —         | —         | 2:26:37   | 70    |
| Daniel Vargas        | Maratón        | —         | —    | —                | —                | —         | —         | 2:18:26   | 39    |
| Eder Sánchez         | 20 km caminata | —         | —    | —                | —                | —         | —         | 1:19:52   | 6     |
| Isaac Palma          | 20 km caminata | —         | —    | —                | —                | —         | —         | 1:23:35   | 34    |
| Ever Palma           | 20 km caminata | —         | —    | —                | —                | —         | —         | 1:26:30   | 46    |
| José Leyver Ojeda    | 50 km caminata | —         | —    | —                | —                | —         | —         | 3:55:00   | 28    |
| Horacio Nava         | 50 km caminata | —         | —    | —                | —                | —         | —         | 3:46:59   | 16    |
| Omar Zepeda          | 50 km caminata | —         | —    | —                | —                | —         | —         | 3:49:14   | 23    |

Eventos de campo
| Atleta        | Evento              | Clasificación | Clasificación | Final     | Final    |
| Atleta        | Evento              | Distancia     | Posición      | Distancia | Posición |
| ------------- | ------------------- | ------------- | ------------- | --------- | -------- |
| Luis Rivera   | Salto de longitud   | 7.42          | 32            | No Avanzó | 32       |
| Stephen Saenz | Lanzamiento de bala | 18.65         | 17            | No Avanzó | 17       |

Mujeres
Eventos de carrera y pista
| Atleta         | Evento         | Heat      | Heat | Cuartos de final | Cuartos de final | Semifinal | Semifinal | Final     | Final |
| Atleta         | Evento         | Resultado | Rank | Resultado        | Rank             | Resultado | Rank      | Resultado | Rank  |
| -------------- | -------------- | --------- | ---- | ---------------- | ---------------- | --------- | --------- | --------- | ----- |
| Sandra López   | 5000 m         | 15:55.16  | 16   | —                | —                | —         | —         | No avanzó | 33    |
| Karina Pérez   | Maratón        | —         | —    | —                | —                | —         | —         | 2:33:30   | 50    |
| Marisol Romero | Maratón        | —         | —    | —                | —                | —         | —         | 2:33:08   | 46    |
| Mónica Equihua | 20 km caminata | —         | —    | —                | —                | —         | —         | 1:32:28   | 30    |

## Bádminton
| Atleta           | Evento          | Fase de grupos               | Fase de grupos             | Ronda de 16             | Cuartos de final        | Semifinales             | Final                   | Final |
| Atleta           | Evento          | Contrincante Puntuación      | Contrincante Puntuación    | Contrincante Puntuación | Contrincante Puntuación | Contrincante Puntuación | Contrincante Puntuación | Rank  |
| ---------------- | --------------- | ---------------------------- | -------------------------- | ----------------------- | ----------------------- | ----------------------- | ----------------------- | ----- |
| Victoria Montero | Singles femenil | Nieminen (FIN) P 12-21 18-21 | Tai T-y (TPE) P 21-6 21-10 | No Avanzó               | No Avanzó               | No Avanzó               | No Avanzó               | 33    |

## Boxeo
Óscar Valdez se convirtió en el primer boxeador en la historia de México en acudir a dos Juegos Olímpicos.
El país participó en peso wélter por primera vez desde Atlanta 1996.
Hombres
| Atleta       | Evento         | Ronda de 32                   | Ronda de 16                  | Cuartos de final             | Semifinal               | Final                   | Final |
| Atleta       | Evento         | Contrincante Puntuación       | Contrincante Puntuación      | Contrincante Puntuación      | Contrincante Puntuación | Contrincante Puntuación | Rank  |
| ------------ | -------------- | ----------------------------- | ---------------------------- | ---------------------------- | ----------------------- | ----------------------- | ----- |
| Óscar Valdez | Gallo (56 kg)  | Shiva Thapa (IND) G 14 - 9    | Anvar Yunusov (TJK) G 13 - 7 | John Joe Nevin (IRL) P 19-13 | No avanzó               | No avanzó               | 5     |
| Óscar Molina | Wélter (69 kg) | Custio Clayton (CAN) P 8 - 12 | No avanzó                    | No avanzó                    | No avanzó               | No avanzó               | 17    |

## Ciclismo

### Ruta
| Atleta                      | Evento       | Tiempo                 | Rank                   |
| --------------------------- | ------------ | ---------------------- | ---------------------- |
| Hector Hugo Zamarron Rangel | Ruta varonil | 5:46.37                | 39                     |
| Ingrid Drexel               | Ruta femenil | Sobre límite de tiempo | Sobre límite de tiempo |

## Clavados
Paola Espinosa y Laura Sánchez compitieron en sus terceros Juegos Olímpicos, Yahel Castillo y Germán Sánchez en sus segundos.
México compitió por primera vez en el plataforma sicronizada varonil, y regresó al trampolín sincronizado varonil por primera vez desde Sídney 2000.
Hombres
| Atleta                        | Evento                        | Preliminar | Preliminar | Semifinal  | Semifinal | Final      | Final |
| Atleta                        | Evento                        | Puntuación | Rank       | Puntuación | Rank      | Puntuación | Rank  |
| ----------------------------- | ----------------------------- | ---------- | ---------- | ---------- | --------- | ---------- | ----- |
| Yahel Castillo                | Trampolín 3 m                 | 475.25     | 5 Q        | 499.65     | 4 Q       | 492.70     | 6     |
| Daniel Islas                  | Trampolín 3 m                 | 410.60     | 23         | No avanzó  | No avanzó | No avanzó  | 23    |
| Iván García                   | Plataforma 10 m               | 491.70     | 6 Q        | 497.40     | 10 Q      | 521.65     | 7     |
| Germán Sánchez                | Plataforma 10 m               | 495.85     | 5 Q        | 477.30     | 14 R      | No avanzó  | 14    |
| Yahel Castillo Julián Sánchez | Trampolín 3 m sincronizados   | —          | —          | —          | —         | 415.14     | 7     |
| Iván García Germán Sánchez    | Plataforma 10 m sincronizados | —          | —          | —          | —         | 468.90     |       |

Mujeres
| Atleta                               | Evento                        | Preliminar | Preliminar | Semifinal  | Semifinal | Final      | Final |
| Atleta                               | Evento                        | Puntuación | Rank       | Puntuación | Rank      | Puntuación | Rank  |
| ------------------------------------ | ----------------------------- | ---------- | ---------- | ---------- | --------- | ---------- | ----- |
| Arantxa Chávez                       | Trampolín 3 m                 | 225.45     | 29         | No Avanzó  | No Avanzó | No Avanzó  | 29    |
| Laura Sánchez                        | Trampolín 3 m                 | 320.15     | 9 Q        | 336.50     | 7 Q       | 362.40     |       |
| Paola Espinosa                       | Plataforma 10 m               | 324.00     | 13 Q       | 317.10     | 11 Q      | 356.20     | 6     |
| Carolina Mendoza                     | Plataforma 10 m               | 286.95     | 21         | No avanzó  | No avanzó | No avanzó  | 21    |
| Paola Espinosa Alejandra Orozco Loza | Plataforma 10 m sincronizados |            |            |            |           | 343.32     |       |

## Esgrima
| Atleta                 | Evento                     | Ronda de 64             | Ronda de 32             | Ronda de 16             | Cuartos de final        | Semifinal               | Final                   | Final |
| Atleta                 | Evento                     | Contrincante Puntuación | Contrincante Puntuación | Contrincante Puntuación | Contrincante Puntuación | Contrincante Puntuación | Contrincante Puntuación | Rank  |
| ---------------------- | -------------------------- | ----------------------- | ----------------------- | ----------------------- | ----------------------- | ----------------------- | ----------------------- | ----- |
| Daniel Gomez Tanamachi | Florete individual varonil | Jovanovic G 15-14       | Ma P 9-15               | No Avanzó               | No Avanzó               | No Avanzó               | No Avanzó               | 17    |
| Úrsula Gónzález        | Sable individual femenil   | Kim J-y P 3-15          | No Avanzó               | No Avanzó               | No Avanzó               | No Avanzó               | No Avanzó               | 33    |

## Fútbol
México ha clasificado al evento masculino con un equipo de 18 integrantes.
Fase de Grupo
| Equipo        | Pts | PJ | PG | PE | PP | GF | GC | Dif |
| ------------- | --- | -- | -- | -- | -- | -- | -- | --- |
| México        | 7   | 3  | 2  | 1  | 0  | 3  | 0  | +3  |
| Corea del Sur | 4   | 3  | 1  | 2  | 0  | 2  | 1  | +1  |
| Gabón         | 1   | 3  | 0  | 2  | 1  | 1  | 3  | -2  |
| Suiza         | 1   | 3  | 0  | 1  | 2  | 2  | 4  | -2  |

| 26 de julio de 2012, 14:30 | México | 0:0     | Corea del Sur | St James' Park, Newcastle, Inglaterra                           |                                                                 |
|                            |        | Reporte |               | Asistencia: 15,748 espectadores Árbitro(s): Slim Jedidi (Túnez) | Asistencia: 15,748 espectadores Árbitro(s): Slim Jedidi (Túnez) |

| 29 de julio de 2012 - 14:30 h | México                      | 2:0 (0:0) | Gabón | Ricoh Arena, Coventry, Inglaterra                                         |                                                                           |
|                               | Dos Santos 62' 90+2' (pen.) | Reporte   |       | Asistencia: 28,171 espectadores Árbitro(s): Benjamin Williams (Australia) | Asistencia: 28,171 espectadores Árbitro(s): Benjamin Williams (Australia) |

| 1 de agosto de 2012 - 17:00 h | México      | 1:0 (0:0) | Suiza | Millenium Stadium, Cardiff, Inglaterra                                   |                                                                          |
|                               | Peralta 68' | Reporte   |       | Asistencia: 50,000 espectadores Árbitro(s): Ravshan Irmatov (Uzbekistán) | Asistencia: 50,000 espectadores Árbitro(s): Ravshan Irmatov (Uzbekistán) |

### Cuartos de final
| 4 de agosto de 2012, | México                                                    | 4:2 (2:2) (2:0) | Senegal                | Wembley, Londres                                                           |                                                                            |
|                      | Enriquez 10' · Aquino 62' · Dos Santos 98' · Herrera 109' | Reporte         | Konate 69' · Balde 76' | Asistencia: 81,855 espectadores Árbitro(s): Mark Clattenburg (Reino Unido) | Asistencia: 81,855 espectadores Árbitro(s): Mark Clattenburg (Reino Unido) |

### Semifinal
| 7 de agosto de 2012, 17:00 | México                                  | 3:1 (1:1) | Japón    | Wembley, Londres                      |                                       |
|                            | Fabián 30' · Peralta 65' · Cortés 90+3' | Reporte   | Otsu 12' | Árbitro(s): Gianluca Rocchi, (Italia) | Árbitro(s): Gianluca Rocchi, (Italia) |

### Final
| 11 de agosto de 2012, 15:00 | México         | 2:1 (1:0) | Brasil     | Wembley, Londres                                                        |                                                                         |
|                             | Peralta 1' 75' | Reporte   | Hulk 90+1' | Asistencia: 86.162 espectadores Árbitro(s): M Clattenburg (Reino Unido) | Asistencia: 86.162 espectadores Árbitro(s): M Clattenburg (Reino Unido) |

## Gimnasia

### Artística
Varonil
| Atleta        | Evento              | Aparato | Aparato             | Aparato | Aparato          | Aparato          | Aparato    | Clasificación | Clasificación | Final     | Final |
| Atleta        | Evento              | Piso    | Caballo con Arzones | Aros    | Salto de Caballo | Barras Paralelas | Barra Fija | Total         | Rank          | Total     | Rank  |
| ------------- | ------------------- | ------- | ------------------- | ------- | ---------------- | ---------------- | ---------- | ------------- | ------------- | --------- | ----- |
| Daniel Corral | All-around          | —       | —                   | —       | —                | —                | —          | —             | —             | —         | —     |
| Daniel Corral | Piso                | —       |                     |         |                  |                  |            | —             | —             | —         | —     |
| Daniel Corral | Caballo con Arzones |         | 12.333              |         |                  |                  |            | 12.333        | 61            | No Avanzó | 61    |
| Daniel Corral | Aros                |         |                     | —       |                  |                  |            | —             | —             | —         | —     |
| Daniel Corral | Salto de Caballo    |         |                     |         | —                |                  |            | —             | —             | —         | —     |
| Daniel Corral | Barras Paralelas    |         |                     |         |                  | 15.433           |            | 15.433        | 8 Q           | 15.333    | 5     |
| Daniel Corral | Barra Fija          |         |                     |         |                  |                  | —          | —             | —             | —         | —     |

Femenil
| Atleta      | Evento              | Aparato | Aparato          | Aparato            | Aparato             | Clasificación | Clasificación | Final     | Final |
| Atleta      | Evento              | Piso    | Salto de Caballo | Barras Asimétricas | Barra de Equilibrio | Total         | Rank          | Total     | Rank  |
| ----------- | ------------------- | ------- | ---------------- | ------------------ | ------------------- | ------------- | ------------- | --------- | ----- |
| Elsa García | All-around          | —       | —                | —                  | —                   | —             | —             | —         | —     |
| Elsa García | Piso                | 13.733  |                  |                    |                     | 13.733        | 35            | No Avanzó | 35    |
| Elsa García | Salto de Caballo    |         | —                |                    |                     | —             | —             | —         | —     |
| Elsa García | Barras Asimetricas  |         |                  | —                  |                     | —             | —             | —         | —     |
| Elsa García | Barra de Equilibrio |         |                  |                    | 12.400              | 12.400        | 58            | No Avanzó | 58    |

## Halterofilia
| Atleta      | Evento         | Arrancada | Arrancada | Dos tiempos | Dos tiempos | Total | Rank |
| Atleta      | Evento         | Resultado | Rank      | Resultado   | Rank        | Total | Rank |
| ----------- | -------------- | --------- | --------- | ----------- | ----------- | ----- | ---- |
| Lino Montes | Varonil -56 kg | 112       | 15        | 157         | 5           | 269kg | 6    |
| Luz Acosta  | Femenil -63 kg | 99        | 3         | 125         | 5           | 224Kg |      |

## Hípica
México ha clasificado en los siguientes eventos:
Individual
| Atleta             | Evento                     | Calificación 1 | Calificación 1 | Calificación 2 | Calificación 2 | Calificación 3 | Calificación 3 | Final A   | Final A   | Final B   | Final B |
| Atleta             | Evento                     | Resultado      | Rank           | Resultado      | Rank           | Resultado      | Rank           | Resultado | Rank      | Resultado | Rank    |
| ------------------ | -------------------------- | -------------- | -------------- | -------------- | -------------- | -------------- | -------------- | --------- | --------- | --------- | ------- |
| Federico Fernández | Prueba de salto individual | 5 Q            | 53             | 11             | 53             | No avanzó      | No avanzó      | No avanzó | No avanzó | No avanzó | 53      |
| Alberto Michan     | Prueba de salto individual | 0 Q            | 1              | 0 Q            | 1              | 9 Q            | 22             | 4 Q       | 11        | 4         | 5       |
| Nicolas Pizarro    | Prueba de salto individual | 4 Q            | 42             | 8 Q            | 31             | 9 Q            | 44             | No avanzó | No avanzó | No avanzó | 44      |
| Jaime Azcarraga    | Prueba de salto individual | 12             | 67             | No avanzó      | No avanzó      | No avanzó      | No avanzó      | No avanzó | No avanzó | No avanzó | 67      |

Equipo
| Atleta                                                               | Evento            | Calificación | Calificación | Final     | Final |
| Atleta                                                               | Evento            | Resultado    | Rank         | Resultado | Rank  |
| -------------------------------------------------------------------- | ----------------- | ------------ | ------------ | --------- | ----- |
| Federico Fernández, Alberto Michan, Nicolas Pizarro, Jaime Azcarraga | Salto por equipos | 10           | 9            | No avanzó | 9     |

## Judo
| Atleta           | Evento         | Ronda de 32             | Ronda de 16             | Ronda de 8              | Cuartos de final        | Semifinal               | Repechaje 1             | Repechaje 2             | Final                   | Final |
| Atleta           | Evento         | Contrincante Puntuación | Contrincante Puntuación | Contrincante Puntuación | Contrincante Puntuación | Contrincante Puntuación | Contrincante Puntuación | Contrincante Puntuación | Contrincante Puntuación | Rank  |
| ---------------- | -------------- | ----------------------- | ----------------------- | ----------------------- | ----------------------- | ----------------------- | ----------------------- | ----------------------- | ----------------------- | ----- |
| Nabor Castillo   | -60 kg Varonil | Khom G 0100-0000        | Verde P 0011-1011       | No Avanzó               | No Avanzó               | No Avanzó               | No Avanzó               | No Avanzó               | No Avanzó               | 9     |
| Vanessa Zambotti | +78 kg Femenil | Weng P 000-100          | No Avanzó               | No Avanzó               | No Avanzó               | No Avanzó               | No Avanzó               | No Avanzó               | No Avanzó               | 17    |

Ricardo Garcia

## Lucha

### Estilo libre
| Atleta                     | Evento          | Clasificación                        | Octavos de final                | Cuartos de final        | Semifinal               | Repechaje                  | Final                   | Final |
| Atleta                     | Evento          | Contrincante Puntuación              | Contrincante Puntuación         | Contrincante Puntuación | Contrincante Puntuación | Contrincante Puntuación    | Contrincante Puntuación | Rank  |
| -------------------------- | --------------- | ------------------------------------ | ------------------------------- | ----------------------- | ----------------------- | -------------------------- | ----------------------- | ----- |
| Guillermo Torres Cervantes | -60 kg Varonil  | M. Esmaeilpoorjouybari (IRI) P 3 - 1 | No avanzó                       | No avanzó               | No avanzó               | No avanzó                  | No avanzó               | 16    |
| Jesse Prudente Ruiz Flores | -120 kg Varonil | BYE                                  | D. Modzmanashvili (GEO) P 3 - 0 | No avanzó               | No avanzó               | D. Shabanbay (KAZ) P 0 - 5 | No avanzó               | 18    |

## Natación
Varonil
| Atleta              | Evento        | Heat     | Heat | Semifinal | Semifinal | Final     | Final |
| Atleta              | Evento        | Tiempo   | Rank | Tiempo    | Rank      | Tiempo    | Rank  |
| ------------------- | ------------- | -------- | ---- | --------- | --------- | --------- | ----- |
| Arturo Pérez Vertti | 1500 m libres | 15:25.91 | 22   | —         | —         | No avanzó | 22    |
| Christian Schurr    | 200 m pecho   | 2:14.16  | 26   | No avanzó | No avanzó | No avanzó | 26    |

Femenil
| Atleta                      | Evento               | Heat    | Heat | Semifinal | Semifinal | Final     | Final |
| Atleta                      | Evento               | Tiempo  | Rank | Tiempo    | Rank      | Tiempo    | Rank  |
| --------------------------- | -------------------- | ------- | ---- | --------- | --------- | --------- | ----- |
| Patricia Castañeda Miyamoto | 800 m libres         | 8:44.44 | 27   | No avanzó | No avanzó | No avanzó | 27    |
| Erica Dittmer               | 200 m combinados ind | 2:16.54 | 27   | No avanzó | No avanzó | No avanzó | 27    |
| Susana Escobar Torres       | 400 m libres         | 4:14.78 | 28   | No avanzó | No avanzó | No avanzó | 28    |
| Susana Escobar Torres       | 400 m combinados ind | 4:50.57 | 29   | —         | —         | No avanzó | 29    |
| Fernanda González           | 100 m dorso          | 1:01.28 | 23   | No avanzó | No avanzó | No avanzó | 23    |
| Fernanda González           | 200 m dorso          | 2:12.75 | 24   | No avanzó | No avanzó | No avanzó | 24    |
| Liliana Ibañez              | 100 m libres         | 55.71   | 25   | No avanzó | No avanzó | No avanzó | 25    |
| Liliana Ibañez              | 200 m libres         | 2:01.36 | 26   | No avanzó | No avanzó | No avanzó | 26    |
| Rita Medrano                | 200 m mariposa       | 2:11.42 | 23   | No avanzó | No avanzó | No avanzó | 23    |
| Lizeth Rueda                | 10 km aguas abiertas | —       | —    | —         | —         | 2:02:46.1 | 21    |

## Nado sincronizado
México ha clasificado al siguiente evento:
| Atleta                        | Evento        | Rutina técnica | Rutina técnica | Rutina libre (preliminar) | Rutina libre (preliminar) | Rutina libre (preliminar) | Rutina libre (final) | Rutina libre (final)    | Rutina libre (final) |
| Atleta                        | Evento        | Puntaje        | Rank           | Puntaje                   | Total (técnica + libre)   | Rank                      | Puntaje              | Total (técnica + libre) | Rank                 |
| ----------------------------- | ------------- | -------------- | -------------- | ------------------------- | ------------------------- | ------------------------- | -------------------- | ----------------------- | -------------------- |
| Nuria Diosdado Isabel Delgado | Dueto femenil | 83.000         | 18             | 83.610                    | 166.610                   | 18                        | No avanzó            | No avanzó               | 18                   |

## Pentatlón moderno
Óscar Soto y Tamara Vega clasificaron a través de los Juegos Panamericanos de 2011
| Atleta      | Evento  | Esgrima (Espada - Toque único) | Esgrima (Espada - Toque único) | Esgrima (Espada - Toque único) | Natación (200 m libres) | Natación (200 m libres) | Natación (200 m libres) | Hípica (Salto ecuestre) | Hípica (Salto ecuestre) | Hípica (Salto ecuestre) | Combinado: tiro/carrera (Pistola de aire 10 m/Campo traviesa 3000 m) | Combinado: tiro/carrera (Pistola de aire 10 m/Campo traviesa 3000 m) | Puntaje total | Rank final |
| Atleta      | Evento  | Resultado                      | Rank                           | Puntaje                        | Tiempo                  | Rank                    | Puntaje                 | Penalización            | Rank                    | Puntaje                 | Rank                                                                 | Puntaje                                                              | Puntaje total | Rank final |
| ----------- | ------- | ------------------------------ | ------------------------------ | ------------------------------ | ----------------------- | ----------------------- | ----------------------- | ----------------------- | ----------------------- | ----------------------- | -------------------------------------------------------------------- | -------------------------------------------------------------------- | ------------- | ---------- |
| Óscar Soto  | Varonil | 16                             | 20                             | 784                            | 2:10.98                 | 29                      | 1,232                   | 24                      | 6                       | 1,176                   | 7                                                                    | 2,464                                                                | 5,656         | 14         |
| Tamara Vega | Femenil | 16                             | 22                             | 784                            | 2:18.72                 | 23                      | 1,136                   | 8                       | 35                      | 460                     | 36                                                                   | 0                                                                    | 2380          | 36         |

## Remo
México compite en el scull individual femenil por vez primera desde Atenas 2004.
| Atleta          | Evento                      | Heats   | Heats | Repechaje | Repechaje | Cuartos de final | Cuartos de final | Semifinal | Semifinal | Final   | Final | Rank |
| Atleta          | Evento                      | Tiempo  | Rank  | Tiempo    | Rank      | Tiempo           | Rank             | Tiempo    | Rank      | Tiempo  | Rank  | Rank |
| --------------- | --------------------------- | ------- | ----- | --------- | --------- | ---------------- | ---------------- | --------- | --------- | ------- | ----- | ---- |
| Patrick Loliger | Par de remos cortos varonil | 6:51.78 | 3 Q   | —         | —         | 7:00.20          | 4 SC             | 7:29.82   | 2 FC      | 7:20.10 | 2     | 14   |
| Debora Oakley   | Par de remos cortos femenil | 8:00.17 | 4 Q   | —         | —         | 8:10.97          | 4 SD             | 8:14.03   | 5 FD      | 8:40.70 | 4     | 22   |

Leyenda: FA=Final A (medal); FB=Final B (non-medal); FC=Final C (non-medal); FD=Final D (non-medal); S=Semifinales; Q=Cuartos de final; R=Repechaje

## Taekwondo
| Atleta                     | Evento         | Ronda de 16                                                                    | Cuartos de final | Semifinal               | Repechaje 1                                                                     | Repechaje 2                                                                      | Final                   | Rank |
| Atleta                     | Evento         | Contrincante Puntuación                                                        | Contrincante Puntuación                                                                                                  | Contrincante Puntuación | Contrincante Puntuación                                                         | Contrincante Puntuación                                                          | Contrincante Puntuación | Rank |
| -------------------------- | -------------- | ------------------------------------------------------------------------------ | --- | ----------------------- | ------------------------------------------------------------------------------- | -------------------------------------------------------------------------------- | ----------------------- | ---- |
| Diego García               | -58 kg Varonil | S. Khalil (AUS) P 4 - 9 Archivado el 9 de agosto de 2012 en Wayback Machine.   | No Avanzó | No Avanzó               | —                                                                               | —                                                                                | No Avanzó               | 11   |
| Erick Osornio              | -68 kg Varonil | M. Stamper (GBR) P 2 - 5 Archivado el 9 de agosto de 2012 en Wayback Machine.  | No avanzó | No avanzó               | —                                                                               | —                                                                                | No Avanzó               | 11   |
| Jannet Alegría             | -49 kg Femenil | R. Hatatet (JOR) G 1 - 12 Archivado el 9 de agosto de 2012 en Wayback Machine. | B. Yagüe (ESP) P 8 - 0 (enlace roto disponible en Internet Archive; véase el historial, la primera versión y la última). | No Avanzó               | C. Carstens (PAN) G 2 - 7 Archivado el 9 de agosto de 2012 en Wayback Machine.  | L. Zaninovic (CRO) P 5-6 Archivado el 9 de agosto de 2012 en Wayback Machine.    | No Avanzó               | 5    |
| María del Rosario Espinoza | +67 kg Femenil | D. Sorn (CAM) G 2 - 3 Archivado el 9 de agosto de 2012 en Wayback Machine.     | M. Mandic (SRB) P 6 - 4 Archivado el 13 de agosto de 2012 en Wayback Machine.                                            | No avanzó               | T. Crawley (SAM) G 0 - 13 Archivado el 13 de agosto de 2012 en Wayback Machine. | G. Hernández (CUB) G 4 - 2 Archivado el 13 de agosto de 2012 en Wayback Machine. | No avanzó               |      |

## Tenis de mesa
| Atleta       | Evento          | Ronda Preliminar        | Ronda 1                                                                  | Ronda 2                 | Ronda 3                 | Ronda 4                 | Cuartos de final        | Semifinal               | Repechaje 1             | Repechaje 2             | Final                   | Final |
| Atleta       | Evento          | Contrincante Puntuación | Contrincante Puntuación                                                  | Contrincante Puntuación | Contrincante Puntuación | Contrincante Puntuación | Contrincante Puntuación | Contrincante Puntuación | Contrincante Puntuación | Contrincante Puntuación | Contrincante Puntuación | Rank  |
| ------------ | --------------- | ----------------------- | ------------------------------------------------------------------------ | ----------------------- | ----------------------- | ----------------------- | ----------------------- | ----------------------- | ----------------------- | ----------------------- | ----------------------- | ----- |
| Yadira Silva | Singles Femenil | NEL                     | Ariel Hsing P 0 - 4 Archivado el 9 de agosto de 2012 en Wayback Machine. | No Avanzó               | No Avanzó               | No Avanzó               | No Avanzó               | No Avanzó               | No Avanzó               | No Avanzó               | No Avanzó               | 49    |

## Tiro
México ha asegurado una plaza en cada una de las siguientes disciplinas de tiro:
| Atleta                          | Evento                                | Calificación | Calificación | Final      | Final |
| Atleta                          | Evento                                | Puntuación   | Rank         | Puntuación | Rank  |
| ------------------------------- | ------------------------------------- | ------------ | ------------ | ---------- | ----- |
| Javier Rodríguez Segovia        | Skeet Masculino                       | 114          | 24           | No avanzó  | 24    |
| Alexis Gabriela Martínez        | Rifle de tres posiciones 50 m Femenil | 572          | 39           | No avanzó  | 39    |
| Rosa del Carmen Peña Rocamontes | Rifle de aire 10 m Femenil            | 392          | 35           | No avanzó  | 35    |
| Alejandra Zavala                | Pistola de aire 10 m Femenil          | 380          | 19           | No avanzó  | 19    |

## Tiro con arco
México clasificó a tres arqueros para el torneo individual masculino, éstos fueron Juan René Serrano, Luis Álvarez y Luis Eduardo Vélez; estos tres arqueros conformaron también el representativo para el torneo por equipos masculino. México clasificó también a tres arqueras para el torneo individual femenino, éstas fueron Aída Roman, Alejandra Valencia y Mariana Avitia; mismas que conformaron el representativo para el torneo por equipos femenino.

### Masculino

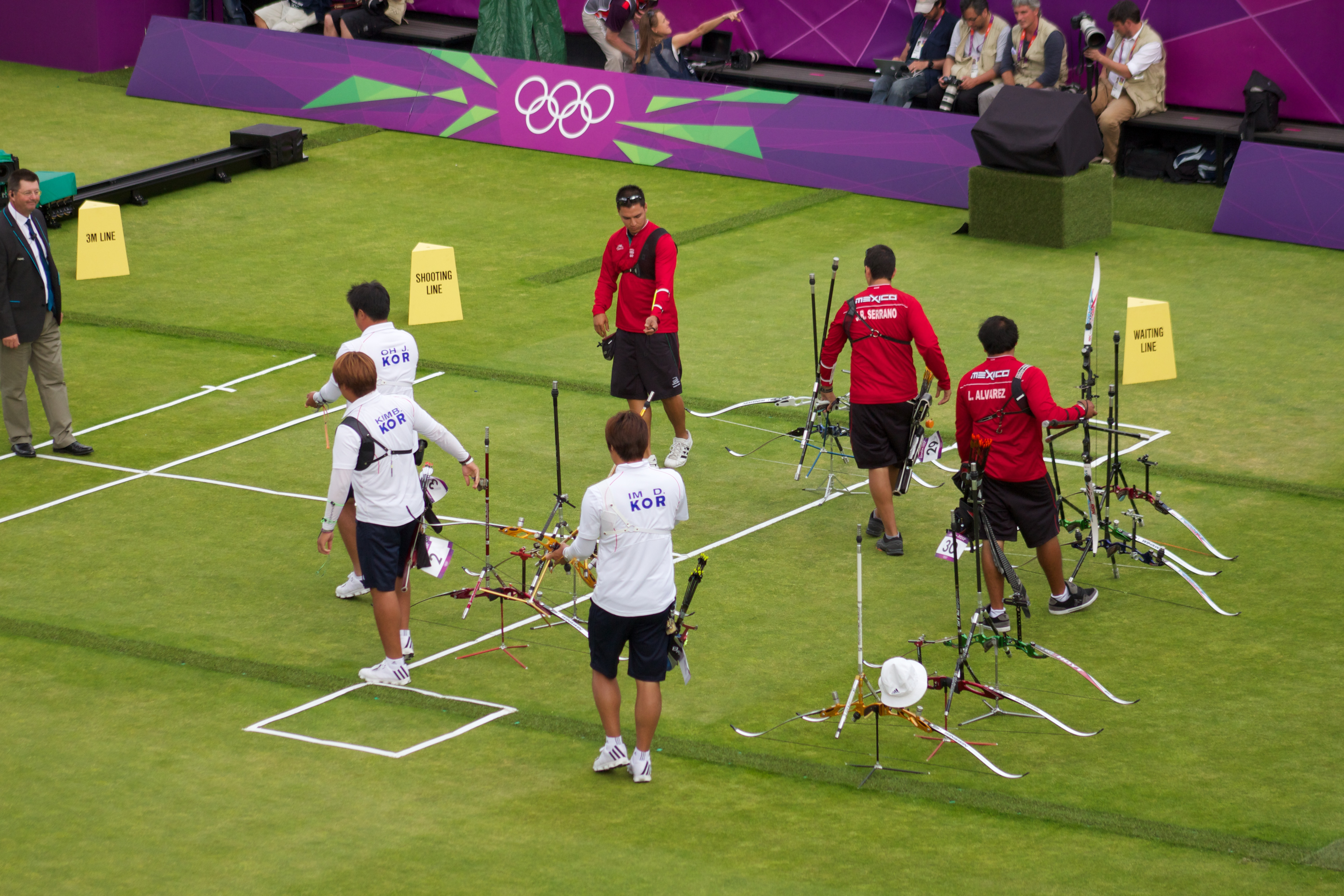
Mexicanos y surcoreanos en el partido por el tercer lugar de tiro con arco por equipo.

Juan René Serrano superó la primera ronda venciendo al italiano Marco Galiazzo por seis puntos a dos, pero fue derrotado en los dieciseisavos de final contra el británico Larry Godfrey por siete puntos a uno.
En la competencia por equipos, el conjunto mexicano se ubicó en el séptimo lugar de la fase de clasificación, con 1995 puntos. En la ronda de 8, el equipo mexicano se enfrentó al equipo de Malasia, venciéndolo con un puntaje de 216 a 211, clasificando a cuartos de final. Durante los cuartos de final, el equipo francés fue oponente del conjunto mexicano, teniendo un marcador final de 212 a 220 en favor de México, avanzando a la semifinal. La semifinal disputada por el equipo de México fue contra el equipo italiano, mismo que ganó por un marcador de 217 a 215. México terminó la competencia por equipos en cuarto lugar, tras ser derrotado por el equipo de Corea del Sur en el partido por el tercer lugar.
| Arquero                             | Evento     | Clasificación | Ronda de 64                                                             | Ronda de 32                                                              | Ronda de 16                                                              | Cuartos de final                                                         | Semifinal                                                               | Tercer Lugar      | Final            | Final     |
| Arquero                             | Evento     | Puntaje       | Oponente Puntaje                                                        | Oponente Puntaje                                                         | Oponente Puntaje                                                         | Oponente Puntaje                                                         | Oponente Puntaje                                                        | Oponente Puntaje  | Oponente Puntaje | Posición  |
| ----------------------------------- | ---------- | ------------- | ----------------------------------------------------------------------- | ------------------------------------------------------------------------ | ------------------------------------------------------------------------ | ------------------------------------------------------------------------ | ----------------------------------------------------------------------- | ----------------- | ---------------- | --------- |
| J. R. Serrano                       | Individual | 665           | M. Galiazzo G 6 - 2                                                     | L. Godfrey P 1 - 7 Archivado el 3 de agosto de 2012 en Wayback Machine.  | No avanzó                                                                | No avanzó                                                                | No avanzó                                                               | No avanzó         | No avanzó        | No avanzó |
| L. Álvarez                          | Individual | 665           | Y. Hristov G 6 - 0 Archivado el 3 de agosto de 2012 en Wayback Machine. | J. Oh P 4 - 6 Archivado el 3 de agosto de 2012 en Wayback Machine.       | No avanzó                                                                | No avanzó                                                                | No avanzó                                                               | No avanzó         | No avanzó        | No avanzó |
| E. Vélez                            | Individual | 666           | M. Vaziri G 7 - 1 Archivado el 3 de agosto de 2012 en Wayback Machine.  | D Xiaoxiang P 0 - 6 Archivado el 3 de agosto de 2012 en Wayback Machine. | No avanzó                                                                | No avanzó                                                                | No avanzó                                                               | No avanzó         | No avanzó        | No avanzó |
| J. R. Serrano, L. Álvarez, E. Vélez | Equipo     | 1995          | —                                                                       | —                                                                        | Malasia G 211 - 216 Archivado el 4 de agosto de 2012 en Wayback Machine. | Francia G 212 - 220 Archivado el 4 de agosto de 2012 en Wayback Machine. | Italia P 217 - 215 Archivado el 3 de agosto de 2012 en Wayback Machine. | Corea P 224 - 219 | No avanzó        | 4.º lugar |

### Femenino
| Arquero                          | Evento     | Clasificación | Ronda de 32                                                             | Ronda de 16                                                             | Ronda de 08                                                                | Cuartos de final                                                       | Semifinal                                                            | Tercer Lugar     | Final            | Posición  |
| Arquero                          | Evento     | Puntaje       | Oponente Puntaje                                                        | Oponente Puntaje                                                        | Oponente Puntaje                                                           | Oponente Puntaje                                                       | Oponente Puntaje                                                     | Oponente Puntaje | Oponente Puntaje | Posición  |
| -------------------------------- | ---------- | ------------- | ----------------------------------------------------------------------- | ----------------------------------------------------------------------- | -------------------------------------------------------------------------- | ---------------------------------------------------------------------- | -------------------------------------------------------------------- | ---------------- | ---------------- | --------- |
| A. Roman                         | Individual | 658           | A. Bannova G 6 - 2 Archivado el 1 de agosto de 2012 en Wayback Machine. | B. Devi G 6 - 2 Archivado el 3 de agosto de 2012 en Wayback Machine.    | M. Kanie G 7-3 Archivado el 4 de agosto de 2012 en Wayback Machine.        | P. Lionetti G 2-6 Archivado el 4 de agosto de 2012 en Wayback Machine. | M. Avitia G 6-2 Archivado el 3 de agosto de 2012 en Wayback Machine. | —                | Bo Bae Ki P 6-5  |           |
| A. Valencia                      | Individual | 657           | P. Reena G 7 - 1 Archivado el 4 de agosto de 2012 en Wayback Machine.   | C. Ming P 1 - 7 Archivado el 3 de agosto de 2012 en Wayback Machine.    | No Avanzó                                                                  | No Avanzó                                                              | No Avanzó                                                            | No Avanzó        | No Avanzó        | No Avanzó |
| M. Avitia                        | Individual | 659           | Z. Dehghan G 2 - 6 Archivado el 31 de julio de 2012 en Wayback Machine. | N. Folkard G 2 - 6 Archivado el 3 de agosto de 2012 en Wayback Machine. | C. Christiansen G 2-6 Archivado el 4 de agosto de 2012 en Wayback Machine. | S. J. Lee G 2-6 Archivado el 4 de agosto de 2012 en Wayback Machine.   | A. Roman P 6-2 Archivado el 3 de agosto de 2012 en Wayback Machine.  | K. Lorig G 2-6   | No avanzó        |           |
| A. Roman, A. Valencia, M. Avitia | Equipo     | 1974          | —                                                                       | —                                                                       | —                                                                          | Japón P 219 - 209 Archivado el 2 de agosto de 2012 en Wayback Machine. | No avanzó                                                            | No avanzó        | No avanzó        | 7.º lugar |

## Triatlón
México ha clasificado al siguiente evento:
| Atleta            | Evento              | Final      | Final |
| Atleta            | Evento              | Puntuación | Rank  |
| ----------------- | ------------------- | ---------- | ----- |
| Claudia Rivas     | Competición femenil | 2:02:38    | 21    |
| Crisanto Grajales | Competición varonil | 1:50:08    | 28    |

## Vela
México ha logrado la clasificación en los siguientes eventos de vela:
| Atleta             | Evento                | Ronda 1                                                     | Ronda 1 | Ronda 2                                                      | Ronda 2 | Ronda 3                                                      | Ronda 3 | Ronda 4                                                      | Ronda 4 | Ronda 5                                                      | Ronda 5 | Ronda 6                                                      | Ronda 6 | Ronda 7                                                      | Ronda 7 | Ronda 8                                                      | Ronda 8 | Ronda 9                                                      | Ronda 9 | Ronda 10                                                    | Ronda 10 | Ronda de Medallas | Ronda de Medallas | Final  | Final |
| Atleta             | Evento                | Tiempo                                                      | Rank    | Tiempo                                                       | Rank    | Tiempo                                                       | Rank    | Tiempo                                                       | Rank    | Tiempo                                                       | Rank    | Tiempo                                                       | Rank    | Tiempo                                                       | Rank    | Tiempo                                                       | Rank    | Tiempo                                                       | Rank    | Tiempo                                                      | Rank     | Tiempo            | Rank              | Puntos | Rank  |
| ------------------ | --------------------- | ----------------------------------------------------------- | ------- | ------------------------------------------------------------ | ------- | ------------------------------------------------------------ | ------- | ------------------------------------------------------------ | ------- | ------------------------------------------------------------ | ------- | ------------------------------------------------------------ | ------- | ------------------------------------------------------------ | ------- | ------------------------------------------------------------ | ------- | ------------------------------------------------------------ | ------- | ----------------------------------------------------------- | -------- | ----------------- | ----------------- | ------ | ----- |
| David Mier         | Windsurf RS:X varonil | 35:20 Archivado el 1 de agosto de 2012 en Wayback Machine.  | 32      | 36:21 Archivado el 1 de agosto de 2012 en Wayback Machine.   | 27      | 30:12 Archivado el 2 de agosto de 2012 en Wayback Machine.   | 30      | 31:03 Archivado el 31 de julio de 2012 en Wayback Machine.   | 35      | 34:06 Archivado el 5 de agosto de 2012 en Wayback Machine.   | 28      | 33:36 Archivado el 5 de agosto de 2012 en Wayback Machine.   | 27      | 39:12 Archivado el 5 de agosto de 2012 en Wayback Machine.   | 28      | 40:14 Archivado el 5 de agosto de 2012 en Wayback Machine.   | 32      | 46:31 Archivado el 5 de agosto de 2012 en Wayback Machine.   | 30      | 35:41 Archivado el 5 de agosto de 2012 en Wayback Machine.  | 20       | No avanzó         | No avanzó         | 289    | 32    |
| Tania Elias Calles | Láser Radial femenil  | 59:04 Archivado el 2 de agosto de 2012 en Wayback Machine.  | 12      | 1:00:28 Archivado el 2 de agosto de 2012 en Wayback Machine. | 9       | 53:15 Archivado el 1 de agosto de 2012 en Wayback Machine.   | 6       | 1:05:20 Archivado el 1 de agosto de 2012 en Wayback Machine. | 19      | 1:03:57 Archivado el 2 de agosto de 2012 en Wayback Machine. | 13      | 1:03:42 Archivado el 2 de agosto de 2012 en Wayback Machine. | 33      | 1:05:23 Archivado el 3 de agosto de 2012 en Wayback Machine. | 13      | 1:01:25 Archivado el 3 de agosto de 2012 en Wayback Machine. | 5       | 1:01:14 Archivado el 5 de agosto de 2012 en Wayback Machine. | 13      | 1:03:08 Archivado el 2 de abril de 2013 en Wayback Machine. | 10       | 34:06             | 8                 | 149    | 10    |
| Ricardo Montemayor | Láser Varonil         | 1:00:07 Archivado el 2 de abril de 2013 en Wayback Machine. | 39      | 1:00:25 Archivado el 4 de abril de 2013 en Wayback Machine.  | 41      | 1:06:50 Archivado el 30 de abril de 2013 en Wayback Machine. | 44      | 1:07:33 Archivado el 7 de abril de 2013 en Wayback Machine.  | 46      | 1:02:31 Archivado el 1 de abril de 2013 en Wayback Machine.  | 45      | 1:00:06 Archivado el 2 de abril de 2013 en Wayback Machine.  | 29      | 58:19 Archivado el 4 de abril de 2013 en Wayback Machine.    | 30      | 1:01:08 Archivado el 4 de abril de 2013 en Wayback Machine.  | 40      | 59:59 Archivado el 4 de abril de 2013 en Wayback Machine.    | 11      | 1:02:53                                                     | 42       | No avanzó         | No avanzó         | 320    | 38    |